# Abu Simbel
Abu Simbel (arab. أبو سمبل, Abu Sumbul) – stanowisko archeologiczne w południowym Egipcie, w muhafazie Asuan, obejmujące kompleks dwóch świątyń zbudowanych w latach 1264–1244 p.n.e. (bądź 1244–1224 p.n.e.), za rządów faraona Ramzesa II. Świątynie wydrążone zostały w skale, nad zachodnim brzegiem Nilu, w Nubii Dolnej, około 300 km na południe od Asuanu. Miały one ukazywać potęgę starożytnego Egiptu przybyszom z Nubii. Świątynie zostały odkryte w 1813 roku przez szwajcarskiego podróżnika Johanna Ludwiga Burckhardta, a w roku 1817 odkopane z piasków i zbadane przez Giovanniego Battistę Belzoniego.
W latach 60. XX wieku budowa na Nilu Wysokiej Tamy Asuańskiej zagroziła całkowitym zalaniem budowli. W latach 1964–1968 międzynarodowym wysiłkiem pod auspicjami UNESCO przeprowadzona została operacja przeniesienia budowli ponad lustro wody powstałego w rezultacie budowy tamy Jeziora Nasera, gdzie świątynie znajdują się obecnie. Wydarzenie to było jednym z głównych motywów wydania w 1972 roku Konwencji w sprawie ochrony światowego dziedzictwa kulturalnego i naturalnego, ustanawiającej listę światowego dziedzictwa UNESCO. Świątynie w Abu Simbel wpisane zostały na tę listę w 1979 roku.

## Wielka Świątynia Ramzesa II
Wielka Świątynia w Abu Simbel została poświęcona bogom słońca Amonowi-Re i Re-Horachte oraz bogu sztuki i rzemiosł Ptahowi. Tworzyła ona rozległy kompleks, wchodzący nawet 56 m w głąb skały. Jej wejścia strzegą cztery olbrzymie posągi Ramzesa II. Kolosy o wysokości 20 m, podpierające ścianę fasady, świadczą o potędze króla. Między nogami tych posągów znajdują się kolejne, tym razem członków rodziny Ramzesa II: jego matki Tuji, żony Nefertari oraz jego synów i córek.
Wykonane wewnątrz pierwszej komnaty dekoracje to reliefy upamiętniające walki Ramzesa II w bitwie pod Kadesz. Znajdują się tam również wizerunki bóstw, którym poświęcono świątynię oraz samego Ramzesa II.
Dwa razy w roku, pierwotnie 19 lutego i 21 października, wschodzące słońce oświetlało wizerunek Amona-Ra i Ramzesa II, po chwili także Re-Horachte. Jedynie wizerunek Ptaha nigdy nie jest oświetlony promieniami słońca. Po przeniesieniu świątyni udało się zachować to zjawisko, choć przesunięte o jeden dzień.

## Świątynia Nefertari
Świątynia Nefertari (Mała Świątynia) w Abu Simbel poświęcona została bogini miłości i piękna Hathor oraz Nefertari. Fasadę tej świątyni zdobi sześć posągów: dwa posągi królowej usytuowane są pomiędzy czterema innymi, przedstawiającymi Ramzesa II. O nadzwyczajnym szacunku, jakim Ramzes II darzył Nefertari świadczy fakt, że posągi Nefertari dorównują swą wysokością jego własnym posągom.
Wewnątrz świątyni znajduje się sala hypostylowa ozdobiona hatoryckimi kolumnami.

## Przeniesienie świątyń
Z powodu budowy Wysokiej Tamy Asuańskiej i zarazem utworzenia Jeziora Nasera, wiele zabytkowych budowli w Nubii zostało zagrożonych zalaniem. Aby uchronić Abu Simbel przed zniszczeniem, w latach 1964–1968 świątynie zostały przeniesione ponad lustro wody, na miejsce położone o około 65 m wyżej w stosunku do swej uprzedniej lokalizacji. Operacja została sfinansowana przez rząd Egiptu i UNESCO. Kierownikiem prac był z ramienia UNESCO polski archeolog Kazimierz Michałowski z Centrum Archeologii Śródziemnomorskiej Uniwersytetu Warszawskiego. Koszt operacji wyniósł około 36 mln dolarów. W 1979 roku świątynie zostały wpisane na Listę Światowego Dziedzictwa UNESCO.
By zachować naturę świątyń, czyli fakt, że zbudowane zostały na zboczach skalnych, zbudowano sztuczne wzgórza, które otaczają świątynie. Zaistniała w związku z tym konieczność przesklepienia grot, w których pierwotnie znajdowały się świątynie, kopułami z żelbetu. Bez tego zabiegu stropy nad świątyniami nie utrzymałyby ciężaru przeniesionych zabytków.

## Turystyka
Abu Simbel stanowi jeden z najistotniejszych zabytków Egiptu. Nie dociera tam jednak linia kolejowa Kair – Asuan, tak więc można się tam dostać albo samolotem, albo samochodem, w konwoju wyruszającym w nocy z Asuanu i docierającym na miejsce rano.